# تايرا نو تادانوري
تايرا نو تادانوري (باليابانية: 平 忠度، بالروماجي: Taira no Tadanori)، (وفاة 1184) هو شاعر ومحارب ياباني قاتل في حرب غينبيه إلى جانب تايرا ضد قبيلة ميناموتو، وهو شقيق كيوموري زعيم قبيلة تايرا في بداية الحرب.

## حرب غينبيه
دخل حرب غينبيه في معركة نهر فوجي، ثم قاتل ضد قوات ميناموتو نو يوشيناكا في معركة كوريكارا، حسب حكايات الهايكي، قبل مغادة تادانوري العاصمة زار فوجيوارا نو شونزيه [الإنجليزية] ليلقي عليه حوالي «مئة» قصيدة، وقام شونزيه بتضمين إحداها دون الإشارة إلى المؤلف في مجموعة أشعار سينزايشو [الإنجليزية]، لاحقاً قاتل وقتل في معركة إيتشي نو تاني.
تظهر قصته في مسرح النو، حيث تعود روحه للعالم الدنيوي لتطالب بالإعتراف بتأليفه لقصيدة مشهورة.